# Jean Markale
Jean Markale, pseudonimo di Jean Bertrand (Parigi, 23 maggio 1928 – Auray, 23 novembre 2008), è stato uno scrittore, conduttore radiofonico, insegnante e conferenziere francese.

## Biografia
Pubblicò numerosi libri sulla civiltà celtica, analizzando in particolare il ruolo delle donne in quella cultura, e sulla letteratura arturiana. Le sue opere trattano temi diversi su diversi e vari miti su episodi realmente accaduti o parti di storia sfumati nel mito, come i templari, i catari e il mistero di Rennes-le-Château, Atlantide, il druidismo o la biografia di san Colombano.

## Alcune opere
- The Celts: Uncovering the Mythic and Historic Origins of Western Culture, ISBN 0-89281-413-6
- Montségur and the Mystery of the Cathars, ISBN 0-89281-090-4
- Women of the Celts
- The Druids: Celtic Priests of Nature, ISBN 0-89281-703-8
- Cathedral of the Black Madonna: The Druids and the Mysteries of Chartres
- King of the Celts: Arthurian Legends and Celtic Tradition
- The Epics of Celtic Ireland: Ancient Tales of Mystery and Magic
- The Great Goddess: Reverence of the Divine Feminine from The Paleolithic to the Present
- Le Graal, ISBN 88-04-46392-9